# Hippeophyllum wenzelii
Hippeophyllum wenzelii är en orkidéart som beskrevs av Oakes Ames. Hippeophyllum wenzelii ingår i släktet Hippeophyllum och familjen orkidéer. Inga underarter finns listade i Catalogue of Life.